# Suddivisioni del Regno Unito
     Elementi geografici
     Entità giuridiche
     contee cerimoniali dell'Inghilterra
     Contee dell'Irlanda del Nord
     Aree di luogotenenza della Scozia
     Contee preservate del Galles

Un diagramma di Eulero-Venn che spiega le relazioni fra i termini
Elementi geografici
Entità giuridiche

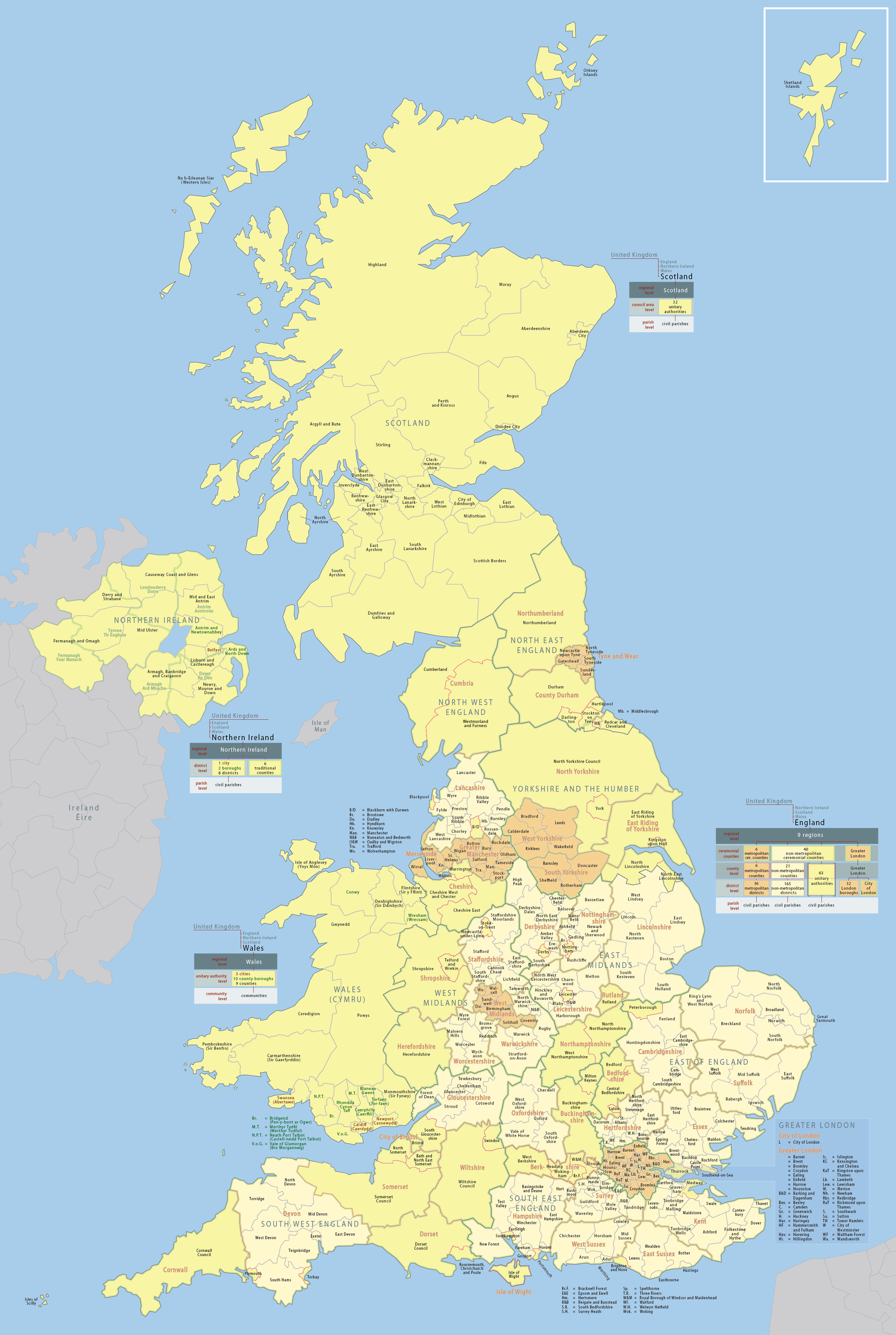
Unità amministrative del Regno Unito

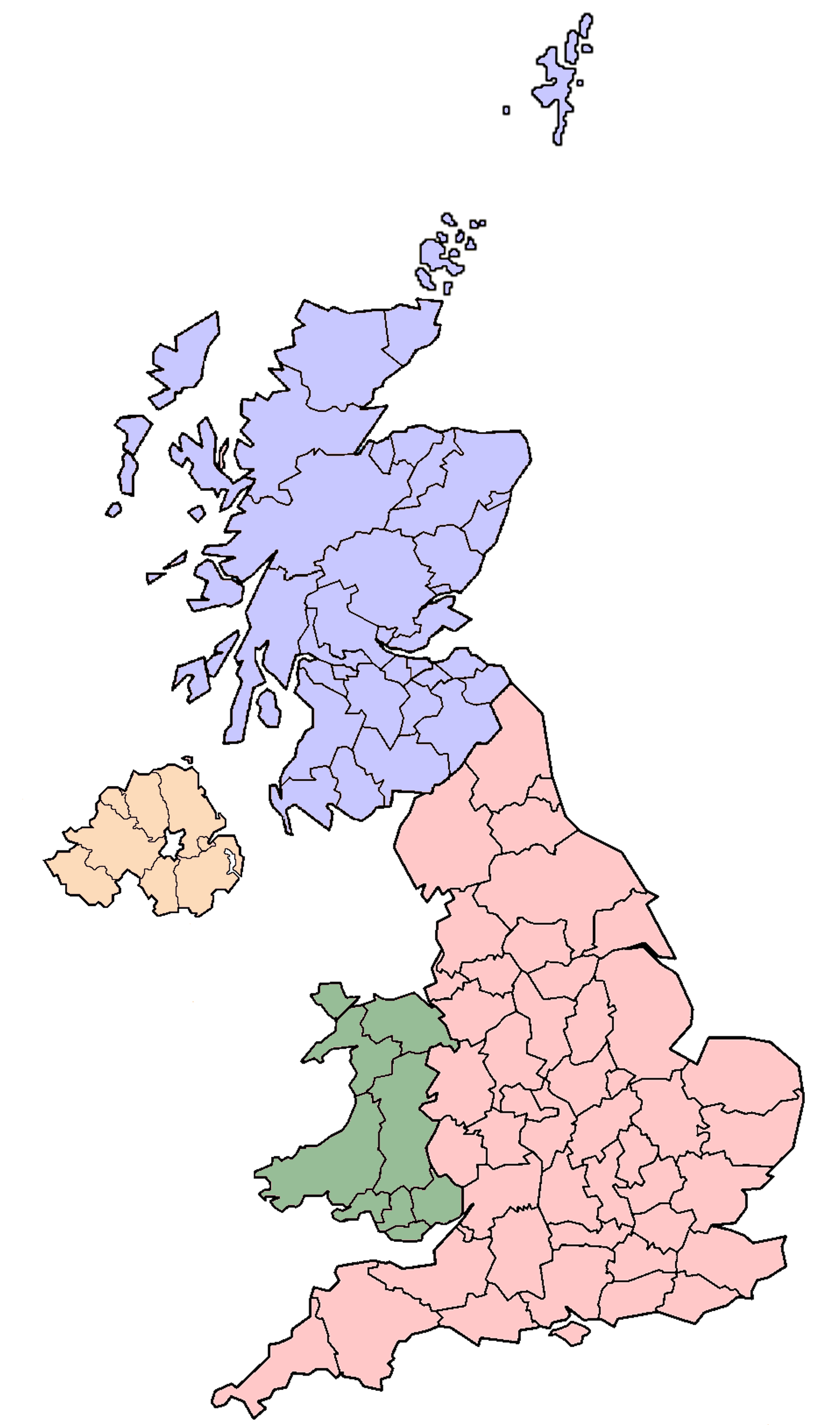
contee cerimoniali dell'Inghilterra
Contee dell'Irlanda del Nord
Aree di luogotenenza della Scozia
Contee preservate del Galles

Il Regno Unito, uno stato sovrano a nord-ovest dell'Europa continentale, è suddiviso nelle quattro nazioni costitutive (Home Nations): Inghilterra, Scozia, Irlanda del Nord e Galles, che, a seguito di vari atti di unione, hanno portato alla costituzione dell'attuale stato unitario.
Per il governo locale nel Regno Unito, Inghilterra, Irlanda del Nord, Scozia e Galles hanno ciascuno un proprio sistema di demarcazione amministrativa e geografica.
Considerato che non c'è nessun documento scritto che racchiude in modo completo la costituzione britannica, ed a causa di una storia complicata della formazione del Regno Unito, una varietà di termini è usato per riferirsi alle sue parti costituenti, che a volte sono chiamate le quattro Nazioni del Regno.

## Governo locale
Le quattro nazioni hanno al loro interno suddivisioni amministrative peculiari.

### Inghilterra
- 9 regioni senza competenze delegate
- Governo metropolitano di Londra (livello regionale)
- 34 contee
- 47 enti unitari di contea
- 33 consigli comunali di Londra (compresi la «City of London» e la corporazione della City)
- 36 distretti metropolitani
- 238 distretti
- circa 7 900 circondari e consigli comunali

### Galles
- Parlamento gallese
- 22 consigli unitari
- 732 consigli comunali e di comunità

### Scozia
- Parlamento scozzese
- 32 enti unitari

### Irlanda del Nord
- Assemblea dell'Irlanda del Nord
- 11 Distretti dell'Irlanda del Nord
- 6 Contee dell'Irlanda del Nord
- 26 consigli unitari

## Territori dipendenti
Inoltre il Regno Unito comprende alcuni altri territori d'oltremare, rimasti sotto il Regno dopo la fine dell'Impero britannico:
Nord America:
- Bermuda

Caraibi:
- Anguilla
- Isole Cayman
- Montserrat (isola)
- Isole Turks e Caicos
- Isole Vergini britanniche

Sud America e Antartide:
- Georgia del Sud e Isole Sandwich Australi
- Isole Falkland
- Territorio Antartico Britannico

Europa:
- Gibilterra
- Basi militari di Akrotiri e Dhekelia a Cipro

Africa:
- Sant'Elena, Ascensione e Tristan da Cunha

Asia: 
- Territorio britannico dell'Oceano Indiano

Oceania:
- Isole Pitcairn

L'isola di Man, situata nel mare tra Irlanda e Inghilterra, non fa parte del Regno Unito ma è una dipendenza della corona britannica, mentre le Isole del Canale (Isole Anglo-Normanne), situate nel canale della Manica, hanno uno status simile a Man, appartenendo al re d'Inghilterra in qualità di duca di Normandia. 
Le Isole Orcadi e Shetland, invece, fanno semplicemente parte della Scozia.